# Palazzo del Monte di Pietà (Livorno)
Il Palazzo del Monte di pietà è un edificio sito nel quartiere della Venezia Nuova, a Livorno. Attualmente è proprietà della Cassa di Risparmi di Livorno.

## Storia
In origine la Fortezza Nuova rappresentava il baluardo più settentrionale della città di Livorno. Successivamente, a partire dal XVII secolo, con la fondazione del quartiere della Venezia Nuova, il fortilizio perse gradualmente parte della sua importanza a causa della costruzione del vicino Forte San Pietro.
Per questo motivo, sul finire del XVII secolo fu deciso di ridurre la superficie della fortezza in modo tale da ottenere nuove aree edificabili per il quartiere della Venezia Nuova.
I lavori di trasformazione portarono alla formazione di una strada, la via Borra, lungo la quale sorsero i principali palazzi della Livorno settecentesca.
Proprio a lato di questa strada, il 22 settembre 1701, fu deciso di innalzare la nuova sede del Monte di pietà.
Questo istituto era presente in città sin dal 1599, quando il granduca Ferdinando I de' Medici aveva concesso a tre israeliti di aprire un ufficio di prestiti in via della Coroncina; in seguito il controllo del Monte era passato al Comune che ne aveva trasferito la sede dapprima in via Enrico Pollastrini e, precedentemente alla costruzione del palazzo in Venezia Nuova, in via del Porticciolo.
La nuova sede del Monte di Pietà, progettata da Giuliano Ciaccheri, fu completata nel 1710, benché fosse già parzialmente operativa sin dal 1706.
Tuttavia, a seguito di alcune riforme nell'ordinamento dell'istituto e con l'apertura di una nuova sezione di credito, sul finire dell'Ottocento furono avviati alcuni lavori di restauro su progetto di Carlo Frullani.
Nel 1912 fu annesso al Monte di Pietà anche l'adiacente Palazzo delle Colonne di marmo, sito in Via Borra 29.

## Descrizione
Il palazzo presenta un fronte molto dilatato dove si succedono tre ordini di aperture definite da raffinate cornici; il portone d'accesso si trova al centro della facciata ed è anch'esso decorato con una cornice sovrastata da una lapide con epigrafe.
All'interno è presente un atrio, coperto da una volta a botte, sul quale si affacciano i vari ambienti e la scala per i piani superiori; inoltre una porta conduce al cortile centrale.
Due magazzini sotterranei mettono in comunicazione diretta il palazzo con il fossato che delimita il cosiddetto secondo accrescimento della Venezia Nuova.